# Dirphia irradians
Dirphia irradians är en fjärilsart som beskrevs av Lemaire 1972. Dirphia irradians ingår i släktet Dirphia och familjen påfågelsspinnare. Inga underarter finns listade i Catalogue of Life.